# Donoso (huyện)
Huyện Donoso là một huyện (distrito) thuộc tỉnh Colón ở Panama. Theo điều tra dân số năm 2000, huyện này có dân số 9671 người. Huyện Donoso có diện tích 1817 km². Huyện lỵ đóng tại Miguel de la Borda.